# Best Friend (Yelawolf)
Best Friends è un singolo dei rapper statunitensi Yelawolf e Eminem, pubblicato nel 2015 ed estratto dall'album di Yelawolf Love Story.

## Video musicale
Il video è stato pubblicato il 24 aprile 2015 su Youtube dalla pagina ufficiale di Vevo.

## Tracce
1. Best Friend (feat. Eminem) – 5:14